# قائمة الفضائح السياسية الإيطالية
هذه لائحة بأكبر الفضائح السياسية في إيطاليا:
- رئيس الوزراء السابق سيلفيو برلسكوني يدفع رشوة بهدف التلاعب في أوراق رسمية[1] وتحريض قاصر على الدعارة واستغلال السلطة.[2]
- الكشف عن فضيحة مالية كبرى تورط فيها الرئيس الإيطالي جيوفاني ليوني .. وقد انتهت باستقالة الرئيس الإيطالي.
- فضيحة المحفل الماسوني المحضور الذي كان من ضمن أعضاءه سيلفيو بيرلسكوني.[3]
- فضائح قضايا فساد سياسي في السياسة الوطنية سميت بـ"Tangentopoli".
- فضيحة شبكة غلاديو المناهضة للشيوعية.
- فضيحة الذرائع والوثائق المزورة التي قدمتها المخابرات الإيطالية لتبرير غزو العراق.
- فضيحة الرقابة السرية على هواتف أكثر من 5 آلاف شخص.[4]
- فضيحة إختطاف أبو عمر.
- فضيحة قضية فساد عاصمة المافيا.[5]
- فضيحة الفساد الإقتصادي التي أسمتها الصحافة بـ"Bancopoli".[6]